# RTL Digital
RTL Digital est une division de RTL Belgium belge RTL-TVI créée en septembre 2006. Elle est active dans plusieurs secteurs tels que la téléphonie mobile, la télévision numérique et le web.
RTL Digital a pour mission d'amener les médias traditionnels du groupe RTL vers l'avenir. 
Depuis sa création, RTL Digital a repris l'entièreté des sites web appartenant à TVI et est à l'origine de plusieurs projets parmi lesquels :
- le site d'information RTLinfo.be[1]  ;
- la première chaine de télévision belge 100 % numérique RTL20ans diffusée pendant une année et présentée par Grégory Goethals ;
- la carte téléphonique Plug Mobile qui utilise le reseau mobistar et Allo RTL qui utilise le reseau Base ;
- la mise en place d'une émission TV Belgiek sur RTL-TVI ;
- la création du digg-like : Zapface ;
- la création de la plateforme de partage de vidéo YoumakeTV ;
- l'association avec Bahu, le réseau social pour ados pour son entrée en Belgique ;
- la mise en place de Alinfini qui permet de regarder tous les contenus vidéo de RTL-TVI et PlugRTL sur différents supports numériques tels que BelgacomTV, l'iPhone et les mobiles.

Pour tous ses travaux, RTL digital a remporté le Merit Award en 2007 
Source : Beweb .
L'équipe de RTL Digital se compose notamment de :
- Edouard De Witte (Head of)
- Jean-Philippe Devos (Product Manager)
- Clarence Jameson (Digital Content Coordinator)
- Bruno Renkin (Development Coordinator)
- Christophe Lefevre (Développements Web)
- Marc Lescroart (Support technique web et Wordpress)
- Virginie Duynstee (Webdesigner)
- Leeroy Dominé (Webdesigner)
- Catherine Vanesse (Digital Content Editor - RTL info)
- Virginie Coenart (Digital Content Editor - RTL TVI et Club RTL)
- Adrien Di Prima (Digital Content Editor - Plug RTL et Plug Mobile)
- Pierre Fagniez (Digital Content Editor - Radio Contact)
- Sergio Luque Gonzalez (Digital Content Editor - Bel RTL et Allo RTL)